# Kansas-Nebraska Act

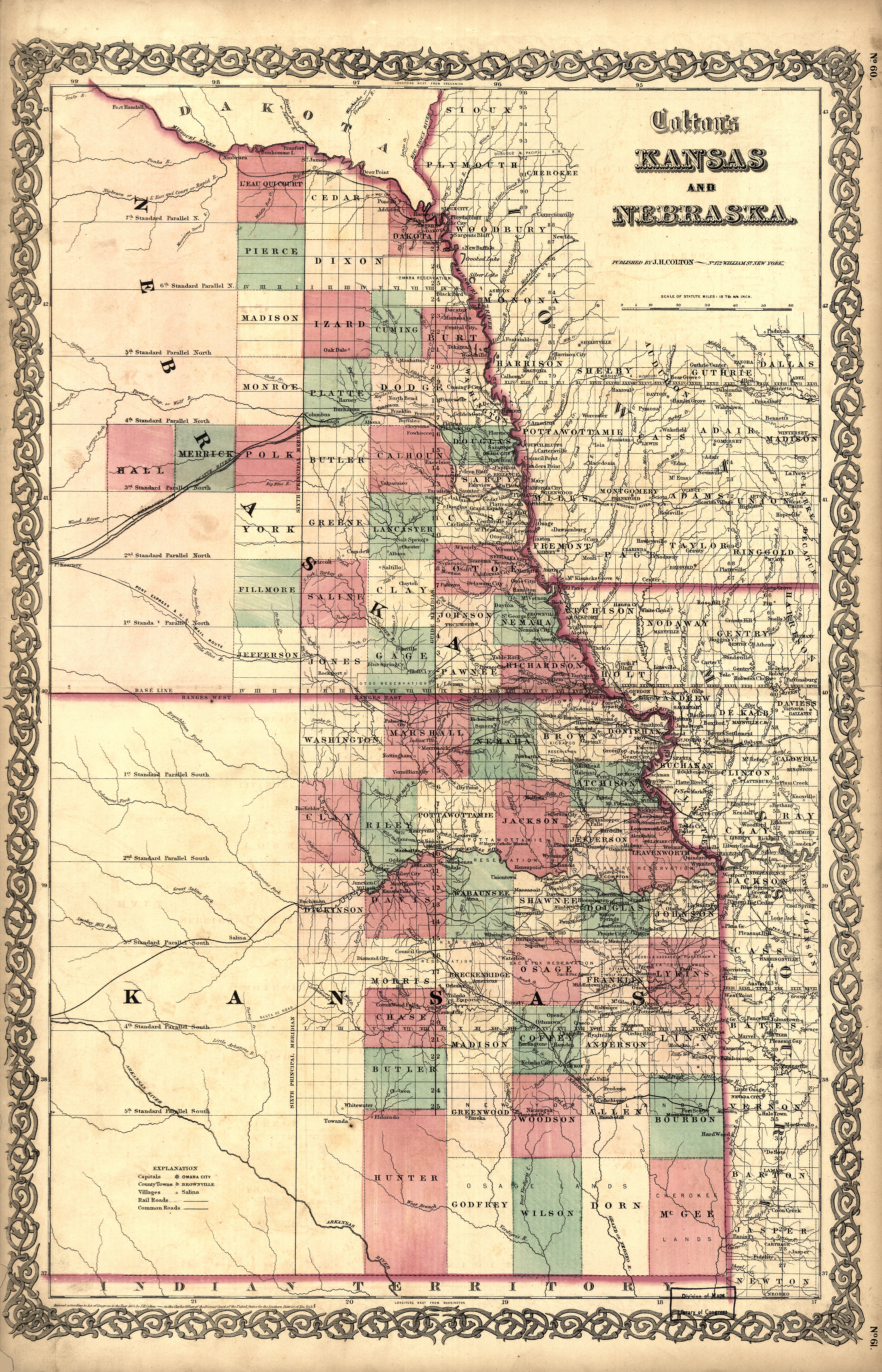
Karte von 1855

Der Kansas-Nebraska Act war ein im Januar 1854 vom US-Senator Stephen A. Douglas vorgelegter Gesetzesentwurf zur Schaffung der beiden Territorien Kansas und Nebraska.
Danach sollte der nördliche Teil der durch Kauf von der französischen Regierung erworbenen Kolonie Louisiana (siehe Louisiana Purchase) in zwei Territorien aufgeteilt werden, wobei Nebraska im Norden und Kansas im Süden liegen sollten. Über die Sklavenfrage sollten die (männlichen weißen) Einwohner selbst entscheiden. Somit wurde der Missouri-Kompromiss obsolet, der unter anderem die Sklaverei nördlich von 36° 30′ nördlicher Breite im ehemaligen Louisiana-Territorium und den nachfolgenden Territorien verboten hatte. Beim Kompromiss von 1850 war zwar auch schon die Entscheidung über die Sklaverei im Utah- und New-Mexico-Territorium den Bewohnern überlassen worden, allerdings waren diese Gebiete nicht Bestandteil des Louisiana Purchase gewesen.
Der Kongress beschloss das Gesetz trotz Protesten und nach heftigen Debatten. Präsident Franklin Pierce unterzeichnete es am 30. Mai 1854.

## Folgen
Aus den Gegnern des Kansas-Nebraska-Gesetzes unter Führung Abraham Lincolns entstand am 28. Februar 1854 die Republikanische Partei. Die endgültige und vollständige Aufhebung des Missouri-Kompromisses löste im Norden Empörung aus und sorgte für erdrutschartige Verluste der Demokraten bei den Kongresswahlen Ende 1854. Der Kansas-Nebraska Act sorgte 1856 in Kansas zwischen Gegnern und Anhängern der Sklaverei für blutige Kämpfe, die als Bleeding Kansas bekannt wurden und beinahe zum Bürgerkrieg geführt hätten.